# Silbervogel

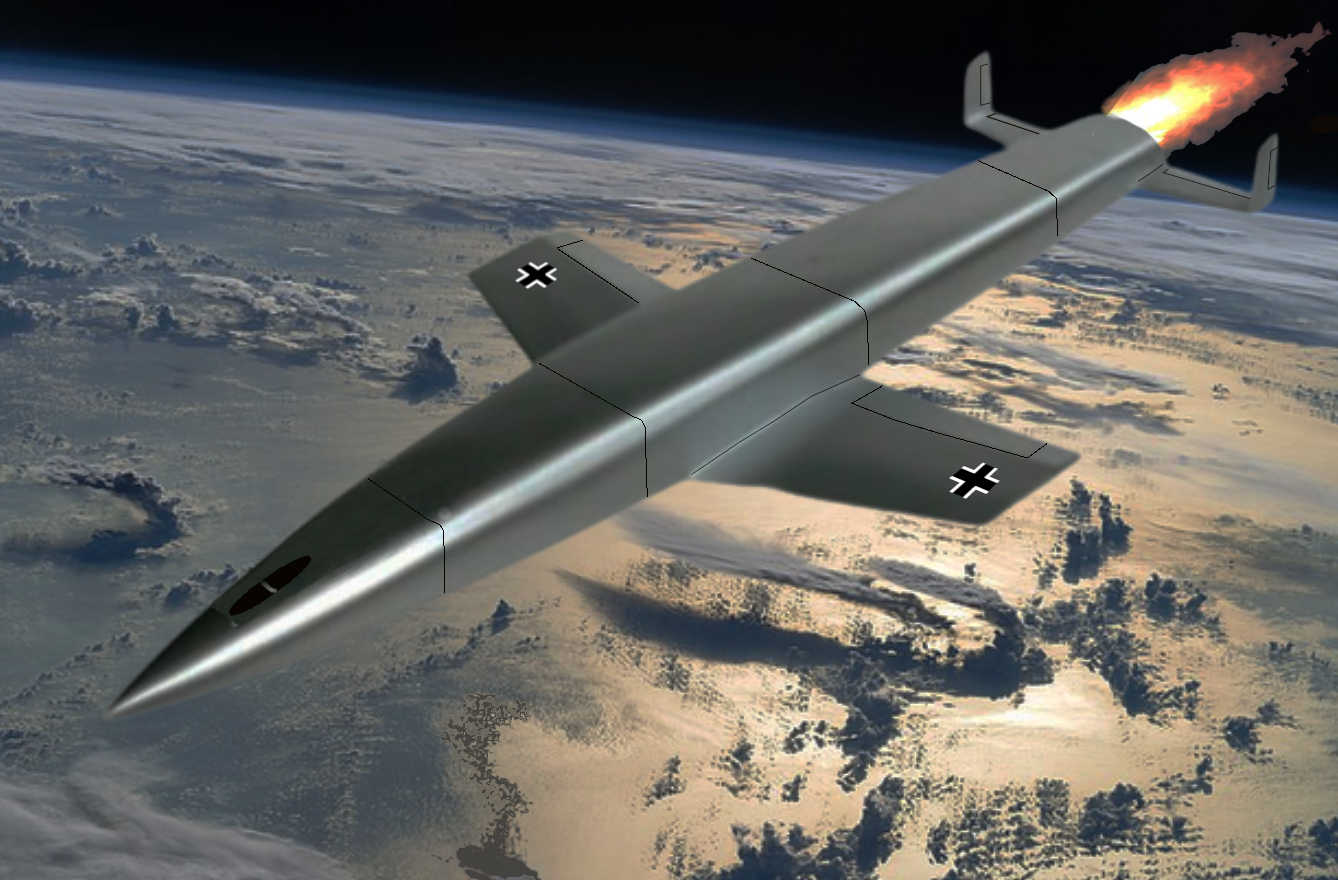
Künstlerische Darstellung des Silbervogels

Der Silbervogel war ein Entwurf für einen suborbitalen Bomber mit einer Flügelspannweite von 15 Metern und einer Länge von 28 Metern, der in den späten 1930ern von Eugen Sänger und Irene Sänger-Bredt im Dritten Reich erstellt wurde.

## Bezeichnung
Der Entwurf wird manchmal als „Amerika-Bomber“ bezeichnet, obwohl er nur einer der Entwürfe für diese Mission war. Als Walter Dornberger nach dem Zweiten Weltkrieg in den USA versuchte, militärisches Interesse an Raumschiffen zu wecken, wählte er die diplomatische Bezeichnung antipodal bomber (Antipoden-Bomber von griechisch Antipode, womit der einem beliebigen Punkt auf der Erdoberfläche auf der anderen Seite gegenüberliegende Punkt gemeint ist).

## Ziel
Der Entwurf war bemerkenswert, da er neue Raketentechniken und das Prinzip eines Gleiters ausnutzte. Am Ende wurde der Entwurf als zu komplex und teuer für eine Realisierung angesehen. Es gab nur Windkanal-Tests.
Der Silbervogel sollte Langstreckenflüge mit Hilfe einer Serie von kurzen Sprüngen realisieren. Das Flugzeug sollte zu Beginn seiner Mission entlang einer 3 km langen Eisenbahnschiene durch einen raketengetriebenen Schlitten beschleunigt werden. Einmal gestartet, sollte es seine eigenen Raketen zünden und auf eine Flughöhe von 145 km ansteigen, in der es mit einer Geschwindigkeit von 22.100 km/h geflogen wäre. Dann sollte es schrittweise in die Stratosphäre herabsteigen, wo die höhere Luftdichte einen Auftrieb auf der flachen Unterseite des Flugzeugs erzeugt hätte, der es schließlich zum „Springen“ gebracht und auf eine größere Flughöhe hätte ansteigen lassen. Daraufhin hätte sich der Vorgang wiederholt. Wegen des Luftwiderstandes wäre jeder Sprung kleiner gewesen als der vorherige. Es wurde jedoch errechnet, dass der Silbervogel in der Lage gewesen wäre, den Atlantik zu überqueren, eine 4.000-kg-Bombe über dem amerikanischen Kontinent abzuwerfen und dann seinen Flug bis zur Landung irgendwo im japanischen Teil des Pazifiks fortzusetzen – eine Reise von insgesamt 24.000 km. 
Bei Nachkriegsanalysen stellte sich ein Fehler in der Berechnung der aerodynamischen Erhitzung beim Wiedereintritt heraus. Die Neuberechnung erbrachte, dass der Silbervogel ohne Kurskorrektur beim Wiedereintritt verglüht wäre. Trotzdem war es nicht unmöglich, dieses Problem zu lösen, und nach dem Zweiten Weltkrieg zeigten die USA und die Sowjetunion Interesse an Sängers Arbeit.

## Technische Fortentwicklung

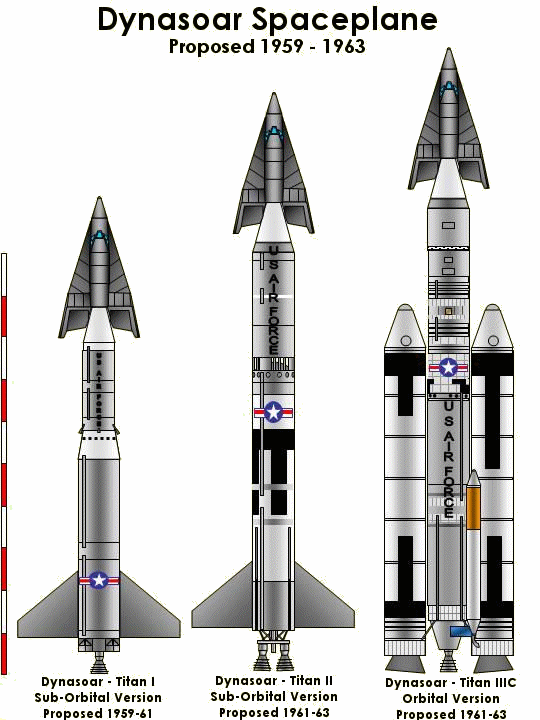
Vorschläge einer Trägerrakete für Dyna-Soar

In den USA war das Projekt der Ursprung zunächst des ähnlich aufgebauten BOMI (Bomber-Missile) von Bell unter Walter Dornberger, ebenso wie des später aufgegebenen X-20 Dyna-Soar, einer Weiterentwicklung, welche mit einer Titan-II-Rakete gestartet werden sollte. Als die bemannte Raumfahrt Sache der NASA wurde, zog sich die US Air Force schrittweise aus der bemannten Raumfahrt zurück, und der Dyna-Soar wurde eingestellt.
Stalin war fasziniert von dem Konzept und versuchte, Sänger in die Sowjetunion entführen zu lassen, damit er weiter an dem Entwurf arbeite. Als dieser Plan fehlschlug, wurde 1946 von Mstislaw Wsewolodowitsch Keldysch ein neues Entwicklungsbüro zur weiteren Erforschung des Konzepts gegründet. Eine neue Version, die von einem Staustrahltriebwerk angetrieben wurde (auch als Keldysch-Bomber bekannt) wurde entwickelt, aber nicht gebaut. Der Entwurf bildete die Basis für eine Reihe von neuen Marschflugkörper-Entwürfen in den frühen 1960er Jahren, die aber ebenfalls nicht realisiert wurden.
Ein letztes verbliebenes Element des Silbervogel-Entwurfs ist der „regenerierende Motor“, bei dem der Treibstoff oder der Oxidierer in Rohren um die Brennkammer und Schubdüse geleitet wird, um zum einen diese Teile zu kühlen und zum anderen den Treibstoff aufzuwärmen. Fast alle modernen Flüssigkeitsraketenantriebe nutzen dieses Design. Einige Quellen bezeichnen dieses Design immer noch als Sänger-Bredt-Design.